# Назаретанки
Назарета́нки (Сёстры Св. Семейства из Назарета, лат. Gongregatio Sororum Sacrae Familiae de Nazareth, С.S.F.N.) — католическая женская монашеская конгрегация, основанная в Риме в 1875 году блаженной Франциской Седлиской. Термин «назаретанки» употребляется также в адрес нескольких малочисленных женских конгрегаций схожей духовности.

## История

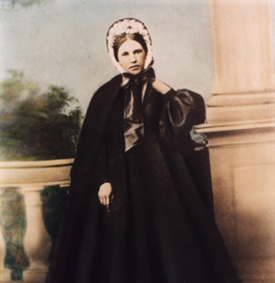
Основательница назаретанок блаженная Франциска Седлиская, 1901 г.

Польская монахиня Франциска Седлиская (монашеское имя — Мария от Иисуса Доброго Пастыря) основала конгрегацию в Риме в 1875 году. Первоначально конгрегация создавалась как чисто созерцательная, но с 1880 года назаретанки начали вести активную благотворительную и катехитическую деятельность. С 1881 года центром конгрегации стал Краков, в 1884 году была принята конституция назаретанок. 1 сентября 1896 года папа Лев XIII утвердил конституцию, а окончательно создание конгрегации было подтверждено папой Бенедиктом XII в 1923 году.
С самого основания монахини-назаретанки начали активную деятельность в различных странах мира. Первоначально это были страны с многочисленной польской диаспорой — США, Великобритания и др, затем география деятельности назаретанок ещё расширилась. В 1918 году в США были образованы три провинции назаретанок, численность обителей в этой стране перевалила за 30.
В 2000 году папа Иоанн Павел II беатифицировал 11 монахинь конгрегации, основанной Францишкой Седлиской, которые в августе 1943 года погибли от рук нацистов в Новогрудке, Белоруссия (см. Новогрудские мученицы).

## Организация
По данным на 2005 год конгрегация насчитывала 1490 членов и 153 обители. Сегодня назаретанки работают в 13 странах четырёх континентов: в Италии, Польше, Беларуси, Франции, Англии, Израиле, США, Филиппинах, Австралии, Гане,  России и Казахстана. В России монахини этой конгрегации работают в приходе в Орске.
Основная деятельность назаретанок — в основном приходская: катехизация, работа в приютах для сирот, больницах, школах и детских садах. Девиз — Да будет воля Твоя (Fiat Voluntas Tua).

## Святые конгрегации
- 11 Блаженных Сестёр Мучениц из Новогрудка

## Другие конгрегации
К назаретанкам также относят несколько других более малочисленных конгрегаций:
- Назаретанки из Монмирая. Основаны в 1806 году в Монмирае, Франция. В состав конгрегации принимались те монахини, чьи монастыри были уничтожены в ходе французской революции. В 2005 году насчитывали 110 монахинь в 18 обителях.
- Конгрегация сестёр божественной любви из Назарета. Основаны в 1812 году в Бардстауне, США. В 2005 году насчитывали 641 монахиню в 254 обителях. Действуют, в основном, в США.
- Конгрегация бедных сестёр Назарета. Основана в 1854 году в Лондоне. В 2005 году насчитывали 308 монахинь в 41 обители. Действуют, в основном, в Великобритании.
- Конгрегация евхаристический миссионерок Назарета. В 2005 году насчитывали 207 монахинь в 31 обители.
- Конгрегация дочерей Назарета. В 2005 году насчитывали 117 монахини в 16 обителях.
- Конгрегация облаток Назарета. В 2005 году насчитывали 72 монахини в 8 обителях.